# Combat de Mecé
Chouannerie
Batailles
Le combat de Mecé se déroule le 9 décembre 1795 pendant la Chouannerie.

## Déroulement
Le 9 décembre 1795, les chouans de la division de Fougères attaquent le bourg patriote de Mecé. Les détails du combat ne sont pas connus, cependant le bourg est pris par les chouans, qui l'évacuent peu de temps après. Selon les sources républicaines, la garnison de Saint-Aubin-du-Cormier pénètre dans Mecé une demi-heure après la fin des combats. Ils constatent la mort de dix gardes nationaux de Mecé,,, dont le capitaine, le cœur couvert d'une cocarde tricolore et percé d’une baïonnette,. Un des cadavres a les mains liées et brûlées, un autre a la tête tranchée,. Plusieurs maisons sont découvertes pillées. Dans l'une d'elles, le corps sans vie d'une femme est retrouvé, attaché sur un lit,,. 
Dans ses mémoires, Pontbriand ne donne pas de détails sur ce combat, il indique juste que « le bourg avait été pris par  Bonteville, et les habitants, désarmés ».